# Federação Operária Regional Argentina

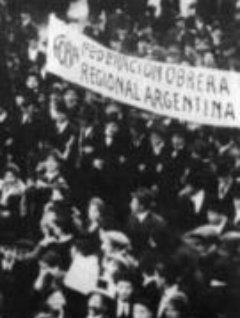
Manifestação da FORA em 1915

A Federação Operária Regional Argentina (FORA) (em espanhol Federación Obrera Regional Argentina)  foi uma importante federação operária argentina fundada em 25 de Maio de 1901 com o nome de Federación Obrera Argentina e denominando-se FORA a partir de seu quarto congresso em Agosto de 1904 e que teve uma destacada atuação até a década de 1930. Originalmente plural, aderiu ao anarquismo entre 1905 e 1915. Esse ano, a FORA eliminou a adesão ao anarquismo, o que levou à desfiliação de vários sindicatos anarquistas, implicando na criação de duas centrais: a FORA do IX Congresso (sindicalista) e a FORA do V Congresso (anarquista). A FORA do IX (sindicalista) Congresso se dissolveu em 1922 para formar a União Sindical Argentina (USA), que por sua vez seria uma das fundadoras da Confederação Geral do Trabalho (CGT) em 1930. A FORA do V Congresso (anarquista) foi perdendo importância e na década de 1930 praticamente havia desaparecido.